# Актант (литературоведение)
Акта́нт (фр. actant — «действующий») общепринятое наименования участника, члена сообщества, человека принадлежащего к определенному кругу общественности. В литературоведении и фольклористике — персонаж литературного или фольклорного произведения как субъект изображаемого действия (акции), стимул развёртывания событий, составляющих сюжет.
В литературе актантами часто бывают персонажи так называемой массовой литературы, где персонаж в первую очередь интересен с точки зрения продвижения событийного ряда. В фольклористике Владимир Яковлевич Пропп рассматривал структуру волшебной сказки как постоянный, устойчивый набор функций действующих лиц. За каждым действующим лицом волшебной сказки, по мнению Проппа, закреплён определённый круг действий, значимых для развития сюжета. Сам термин введён Альгирдасом Жюльеном Греймасом в середине 1960-х гг.